# しんぱいしないで
『しんぱいしないで』は詩人西村栄治の代表的な詩集。詩30編が集められている。困難・挫折・辛い気持ちに向けてのメッセージ（詩）を西村栄治の文章（詩）とイラストで作成されている。